# Grove varkenskers
Grove varkenskers (Lepidium coronopus) is een plantensoort uit de kruisbloemenfamilie (Brassicaceae).

## Determinatie
Grove varkenskers is een eenjarige, kruidachtige plant. De plant bereikt een hoogte van 5–25 cm en heeft een kruipende groeiwijze. Ze vormt in het begin een rozet met liggende, sterk vertakte stengels, die korter zijn dan de halve middellijn van het rozet. De rozetbladen zijn in omtrek ovaal en zijn meestal één of twee keer veerdelig. Later worden de liggende stengels veel langer, tot 30 cm.
Grove varkenskers bloeit van juni tot in augustus met 1–1,5 mm grote, witte bloempjes, die zes meeldraden hebben. De vier, 1–2 mm lange kroonbladen zijn iets langer dan de kelk. De bloemstelen zijn korter dan de bloemen en de vruchten. De bloeiwijze is een tros.
De bijna niervormig samengedrukte hauwtjes zijn 2–3 mm lang, 3–4 mm breed en hebben een afgeronde of kort toegespitste top. Het hauwtje is door de vele getande plooien zeer ruw. Het hauwtje bevat 2–2,5 mm grote zaadjes. Het aantal chromosomen is 2 = 32.

### Gelijkende taxa
Grove varkenskers kan lijken op kleine varkenskers, die in tegenstelling tot grove varkenskers onaangenaam ruikt.

## Ecologie
Grove varkenskers is een pioniersoort. Het is een tredplant die voorkomt op open, eutrofe, basische standplaatsen in de volle zon. Ze is vooral aan te treffen in tredvegetatie langs wegranden, op braakliggende grond en op lage delen van akkers en paden.

### Syntaxonomie
In de syntaxonomie staat grove varkenskers te boek als kensoort voor de associatie van varkenskers en schijfkamille.

## Verspreiding
Het natuurlijke verspreidingsgebied van grove varkenskers strekt zich uit over een groot deel van Europa en het Zwarte-Zeegebied en is van daaruit verspreid naar Noord-Amerika. De soort staat op de Nederlandse Rode Lijst als algemeen voorkomend en matig afgenomen.

## Fotogalerij

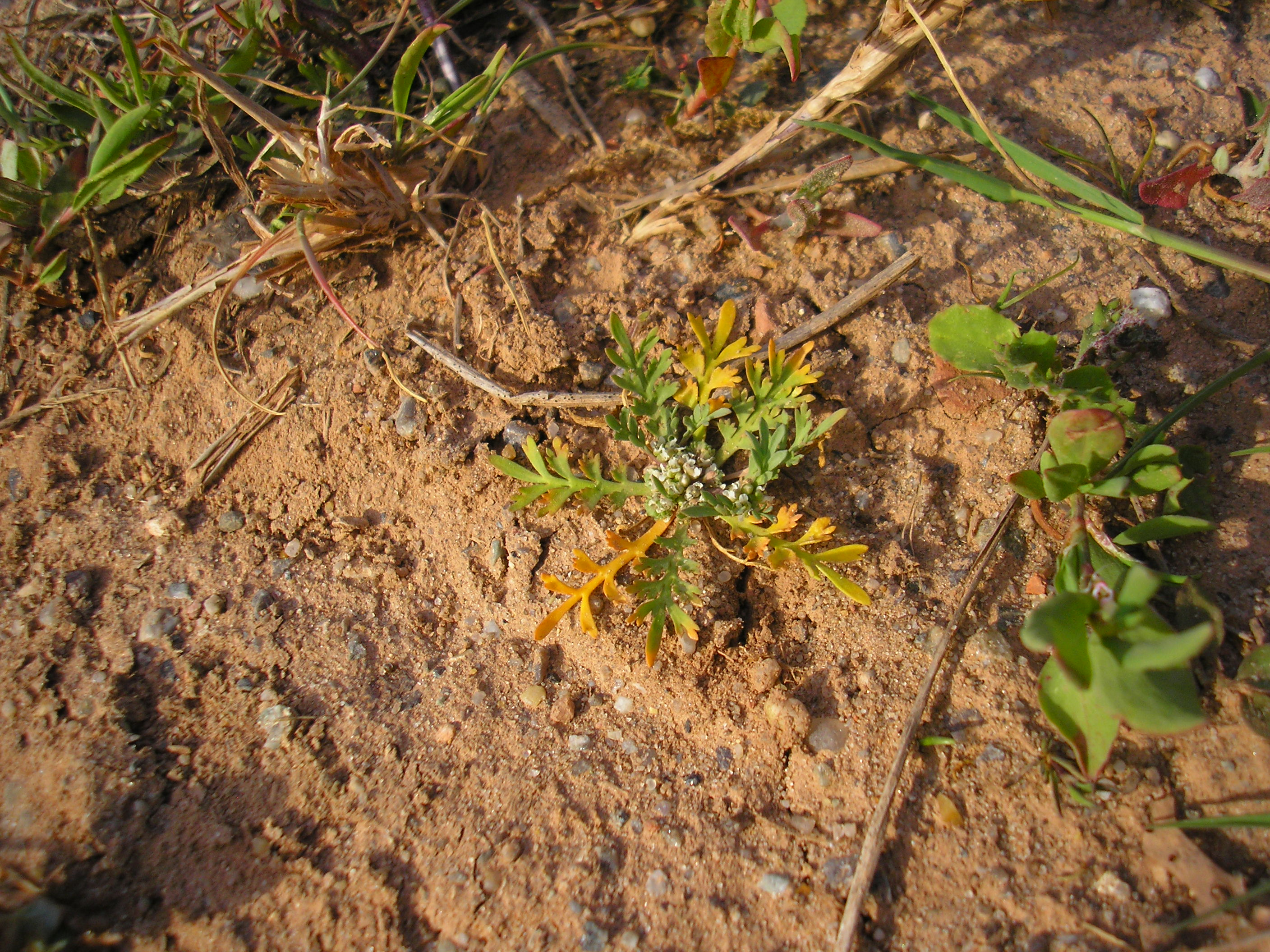
Rozet
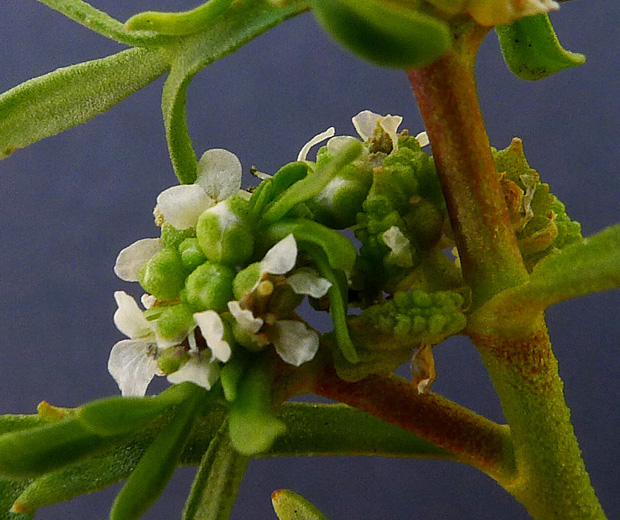
Bloeiwijze
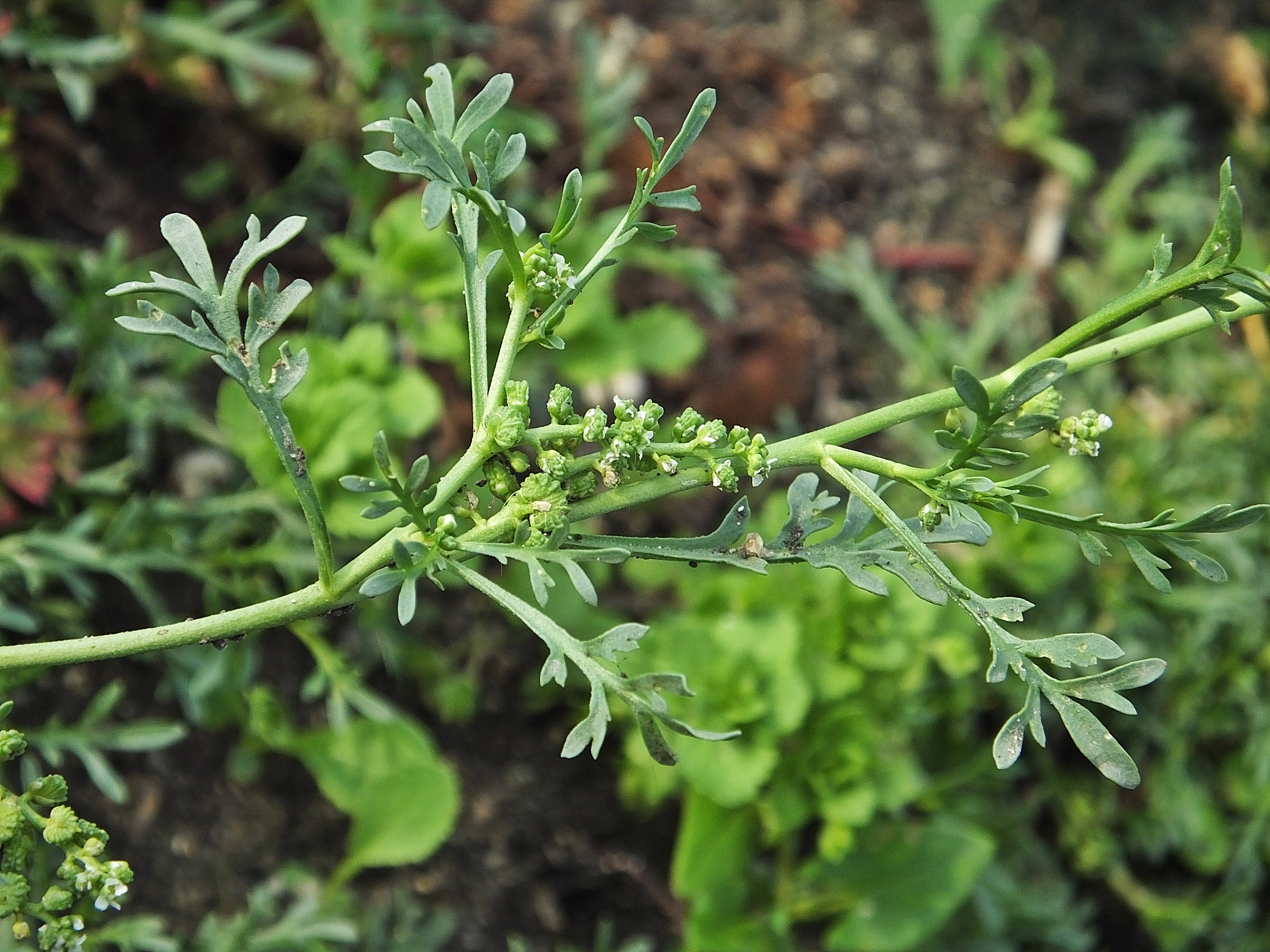
Vruchten